# Нейшенал-Гарбор (Меріленд)
Нейшенал-Гарбор (англ. National Harbor) — переписна місцевість (CDP) в США, в окрузі Графство принца Георга штату Меріленд. Населення — 5509 осіб (2020).

## Географія
Нейшенал-Гарбор розташований за координатами 38°47′16″ пн. ш. 77°0′36″ зх. д. / 38.78778° пн. ш. 77.01000° зх. д. (38.787829, -77.009965).  За даними Бюро перепису населення США в 2010 році переписна місцевість мала площу 4,79 км², з яких 3,75 км² — суходіл та 1,04 км² — водойми.

## Демографія
Згідно з переписом 2010 року, у переписній місцевості мешкало 3788 осіб у 1598 домогосподарствах у складі 868 родин. Густота населення становила 791 особа/км².  Було 1963 помешкання (410/км²).
Расовий склад населення:
| - 64,7 % — чорних або афроамериканців - 15,8 % — білих - 11,0 % — азіатів - 0,1 % — вихідців з тихоокеанських островів - 0,1 % — корінних американців - 4,7 % — осіб інших рас |

До двох чи більше рас належало 3,6 %. Частка іспаномовних становила 9,4 % від усіх жителів.
За віковим діапазоном населення розподілялося таким чином: 18,7 % — особи молодші 18 років, 68,8 % — особи у віці 18—64 років, 12,5 % — особи у віці 65 років та старші. Медіана віку мешканця становила 40,8 року. На 100 осіб жіночої статі у переписній місцевості припадало 93,6 чоловіків;  на 100 жінок у віці від 18 років та старших — 90,0 чоловіків також старших 18 років.
Середній дохід на одне домашнє господарство  становив 81 075 доларів США (медіана — 69 477), а середній дохід на одну сім'ю — 85 049 доларів (медіана — 73 481). За межею бідності перебувало 20,0 % осіб, у тому числі 35,3 % дітей у віці до 18 років та 5,1 % осіб у віці 65 років та старших.
Цивільне працевлаштоване населення становило 2004 особи. Основні галузі зайнятості: освіта, охорона здоров'я та соціальна допомога — 29,1 %, мистецтво, розваги та відпочинок — 14,9 %, науковці, спеціалісти, менеджери — 12,5 %, публічна адміністрація — 10,3 %.